# Leiter (Gerät)

Eine Leiter aus zwei Holmen und acht Sprossen (schematisch)

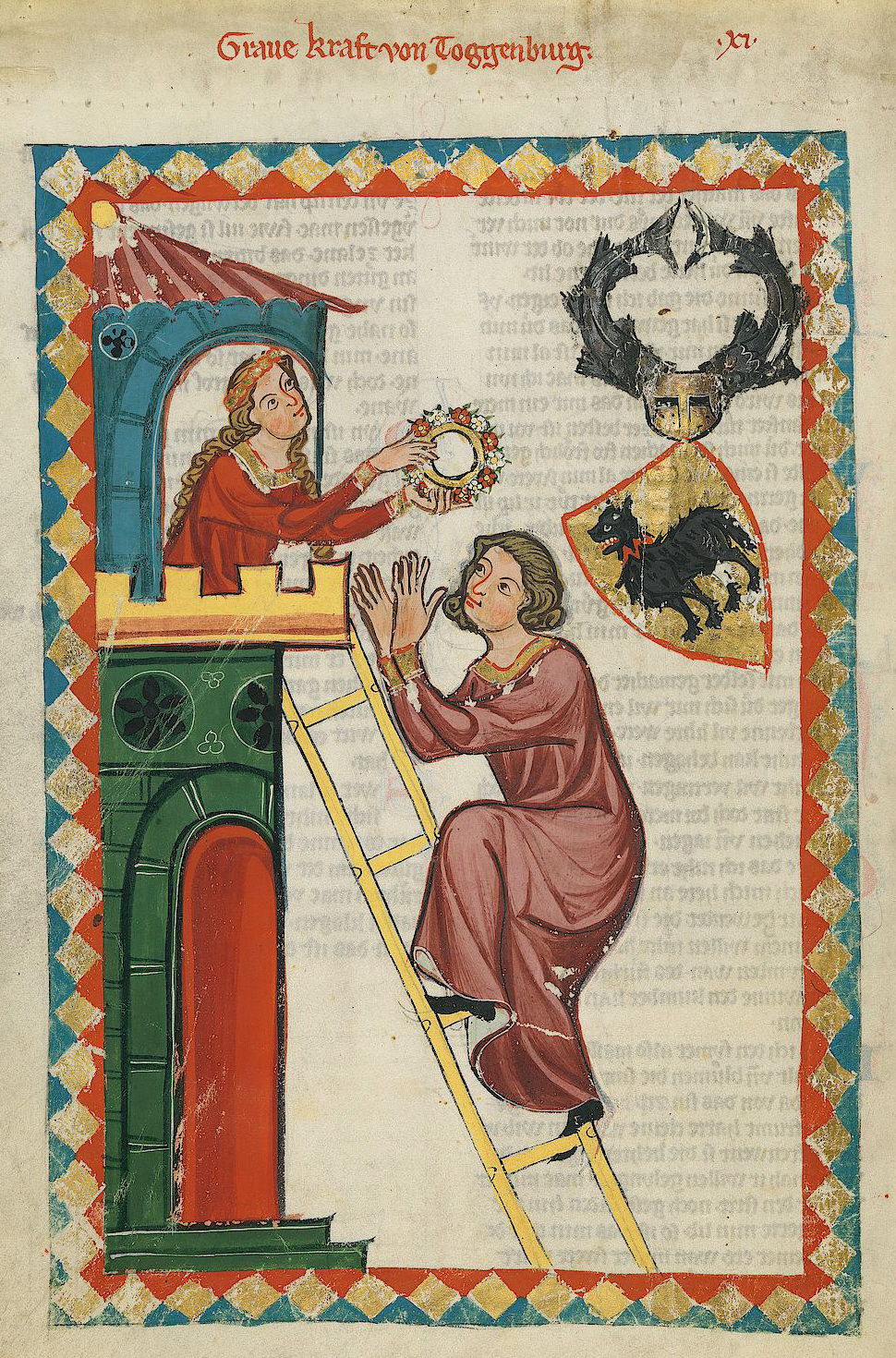
Leiter aus dem Codex Manesse (um 1320/40)

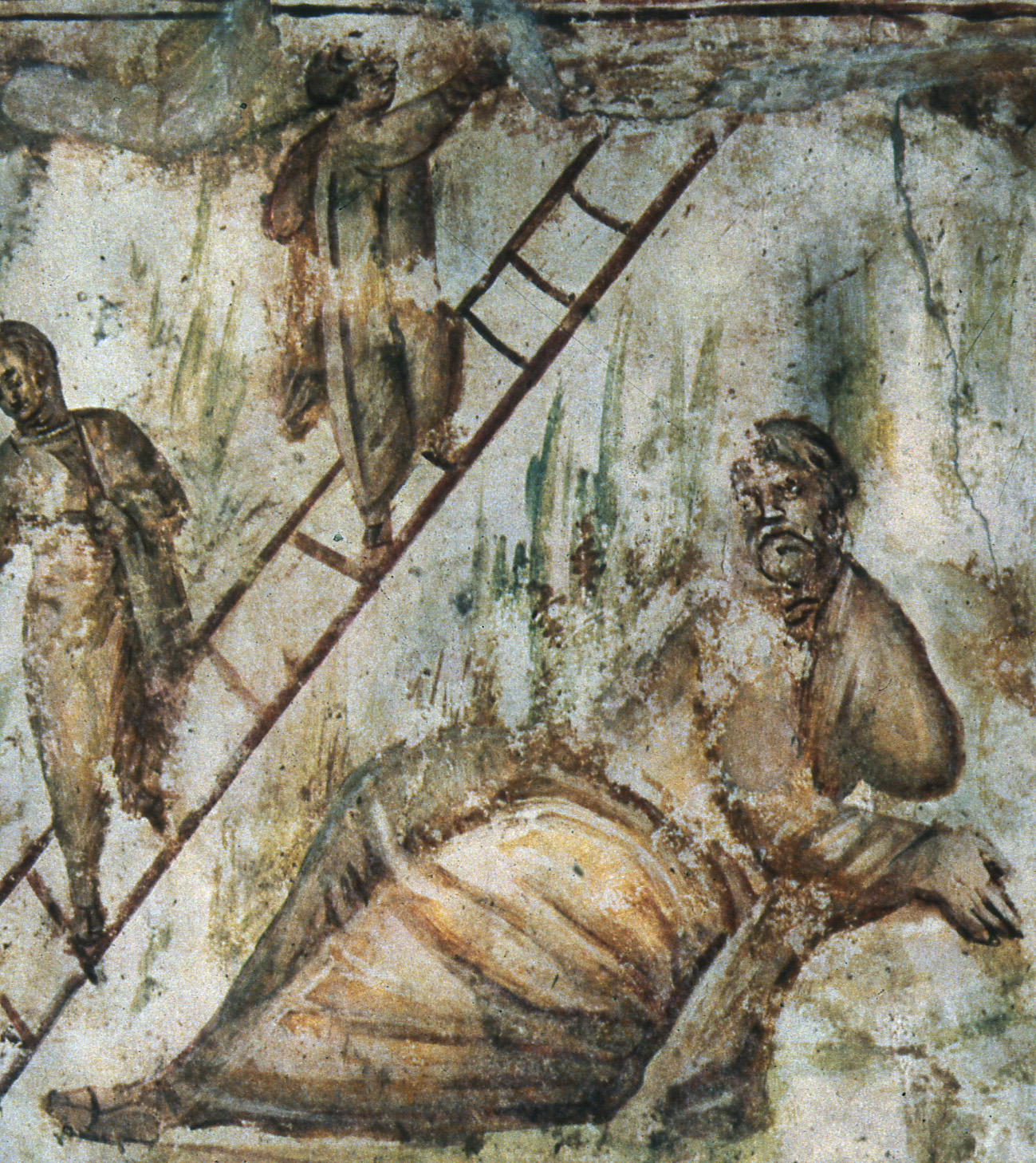
Jakobsleiter in den Katakomben von Rom

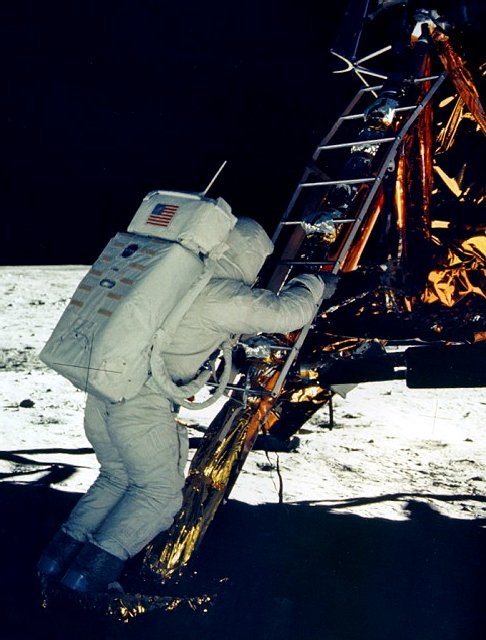
Buzz Aldrin verlässt die Mondlandefähre Eagle über eine Leiter

Eine Leiter ist ein Gerät zum Hinauf- und Hinabsteigen mit Sprossen oder Stufen, die links und rechts in zwei Holme eingepasst sind. Im Gegensatz zum allgemeinen Sprachgebrauch werden im Bergbau Leitern als Fahrten bezeichnet.
Es gibt Leitern aus Holz, Stahl, Aluminium sowie Kunststoff. Leitertypen sind Anstellleitern, die z. B. an eine Wand angelehnt werden, Bockleitern, die frei stehen können, Auflegeleitern, die gänzlich oder teilweise auf einer Ebene liegen (z. B. Dach), und fest verbaute Leitern. Eine grundsätzlich andere Bauform sind die nicht auf dem Boden stehenden, sondern hängenden Strickleitern und Einhängeleitern.

## Geschichte
Als Vorstufe heutiger Leitern gelten mit eingekerbten Trittstufen versehene Baumstämme. Über den Beginn des Gebrauchs von hölzernen Leitern besteht Unklarheit; im 3. Jahrtausend v. Chr. dürften sie bereits in den sesshaften Kulturkreisen Ägyptens und Mesopotamiens bekannt gewesen sein. Ob die Tritthölzer bereits von Anfang an in die seitlichen Stangen (Holme) eingepasst oder mittels Schnüren mit diesen verbunden waren, ist ebenfalls unklar. Strickleitern dürften etwas jünger sein und stehen in engem Zusammenhang mit der Entwicklung von tragfähigen Seilen. In den ursprünglich nur eingeschossigen Wohnbauten fanden Leitern in geringerem Maße Verwendung als bei den meist mehrgeschossigen Verteidigungs- und Lagerbauten – so waren die meist in etwa 2,50 bis 3,50 m Höhe gelegenen Hocheingänge mittelalterlicher Bergfriede nur über Leitern erreichbar.
Die Urform der heutigen Klappleiter wurde im Jahr 1600 in Italien erfunden. Im Jahr 1761 erfolgte der Bau der ersten Schiebleiter; später setzte man diese Leiter auf ein Fahrgestell.
Bis in die zweite Hälfte des 20. Jahrhunderts war Holz das bevorzugte Material für Leitern. Sie wurden überwiegend handwerklich hergestellt, etwa im Thüringer Holzland, zudem reisten die Leitermacher umher, verkauften ihre Produkte oder reparierten direkt beim Kunden defekte Leitern. Seit den 1960er Jahren hat sich Aluminium als Leitermaterial weitgehend durchgesetzt, da es leichter und haltbarer ist, für einige Spezialzwecke sind allerdings nach wie vor Holzleitern üblich, etwa für Elektriker, da Holz nichtleitend ist.

## Tragbare Leitern
Tragbare Leitern sind im Allgemeinen Leitern, die von einem oder mehreren Personen getragen werden können. Dadurch können diese Leitern flexibel und schnell an verschiedenen Orten eingesetzt werden.
Die Höhe tragbarer Leitern wird mit drei Maßen angegeben:
- Standhöhe: Die Höhe der obersten Stufe, die sicher betreten werden darf. Bei Stehleitern ist dies normalerweise die dritte und bei Anlegeleitern die vierte Stufe von oben.
- Arbeitshöhe: Die Höhe über dem Boden, in der eine auf der Standhöhe stehende Person arbeiten kann. Das ist der Bereich zwischen Kopf und Schultern einer durchschnittlich großen Person, als Faustregel: Standhöhe plus 1,5 Meter.
- Reichhöhe: Die Höhe über dem Boden, die eine auf der Standhöhe stehende Person mit nach oben gestreckten Armen mit den Händen erreichen kann, als Faustregel: Standhöhe plus 2 Meter.

### Tragbare Leitern bei der Feuerwehr und anderen Hilfsorganisationen
Die Vorteile tragbarer Leitern machen sich vor allem die Feuerwehr und das THW zunutze. In Österreich sind sie vorzugsweise aus Leichtmetall. Feuerwehrleitern sind in der ÖNORM F 4047 (Tragbare Leitern für die Feuerwehr – Hakenleiter, zweiteilige Schiebleiter, dreiteilige Schiebleiter, Steckleiter und Mehrzweckleiter) genormt. Tragbare Leitern dienen als alternativer, meist zweiter, Rettungsweg für Menschen aus einem brennenden Haus oder Angriffsweg zur Brandbekämpfung. Zusätzlich können sie als improvisiertes Rettungsgerät für weitere Aufgaben zur Verfügung stehen (z. B. bei der Wasser- und Eisrettung, bei der Abstützung etc.). Darüber hinaus können derartige Leitertypen auch außerhalb von Einsatzorganisationen verwendet werden.
Der Einsatz tragbarer Leitern bei den deutschen Feuerwehren ist in der Feuerwehr-Dienstvorschrift 10 festgeschrieben. Es dürfen nur Leitern nach Norm (siehe unten) verwendet werden. Hier wird die Arbeitshöhe bzw. die Einsatzhöhe als Rettungshöhe bezeichnet. Der Anlegewinkel beträgt 65° bis 75°.

Anstellwinkel

#### Steckleiter

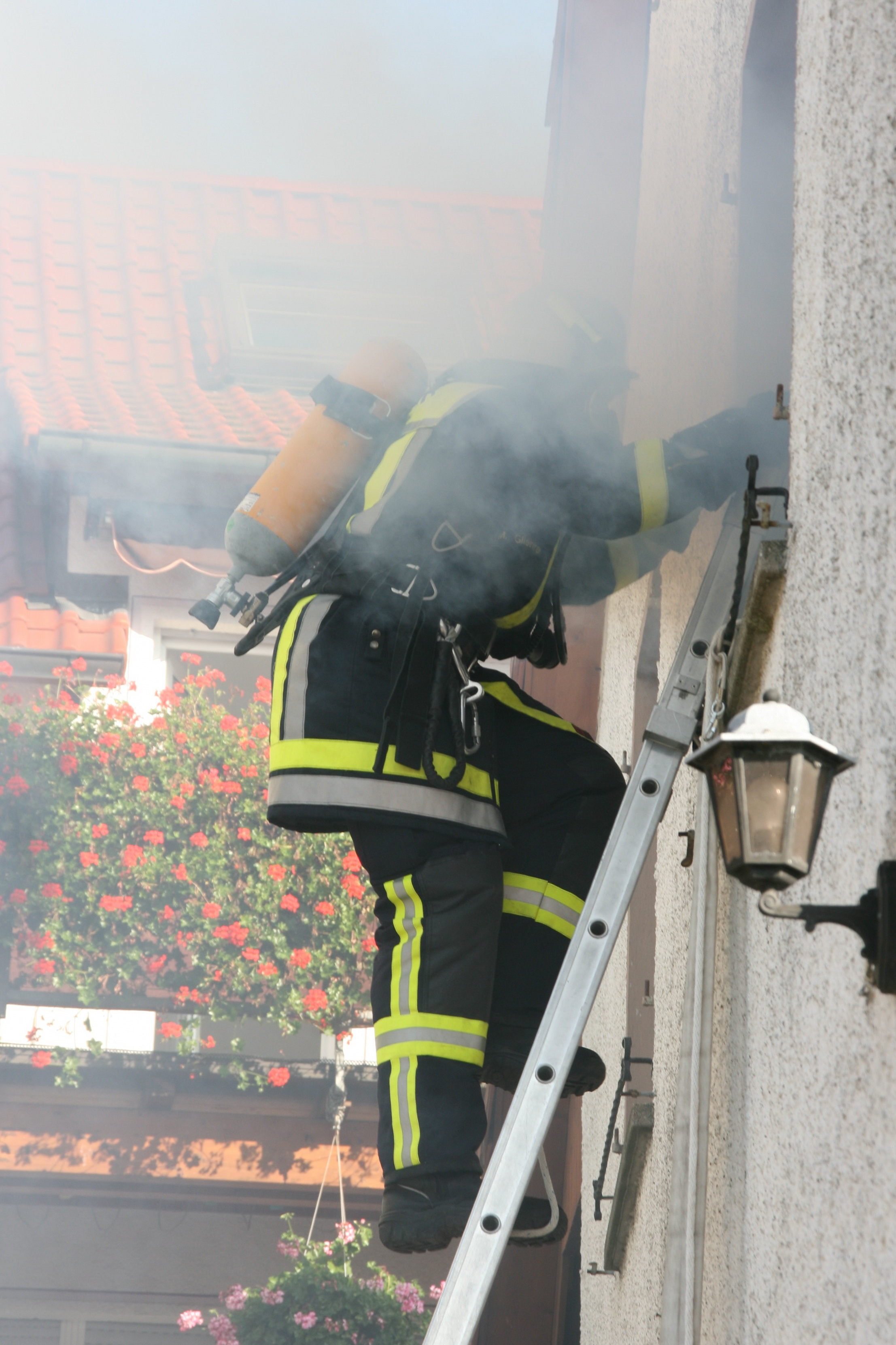
Menschenrettung mit der Steckleiter

Eine bei der Feuerwehr sehr häufig eingesetzte Leiter ist die Steckleiter, da sie vielseitig eingesetzt werden kann. Je nach Zweck und benötigter Höhe können bis zu vier Leiterteile ineinander gesteckt werden. Feuerwehrfahrzeuge sind üblicherweise mit einer zwei- oder vierteiligen Steckleiter beladen.
Sie kann als Anstellleiter eingesetzt werden, d. h., sie benötigt ein feststehendes Objekt, an das sie in einem 65–75°-Winkel angelehnt werden kann (z. B. Hauswand, Baum). Es ist auch möglich, sie als Leiterbock zu verwenden, sie darf dann aber nicht bestiegen werden, sondern nur noch z. B. als Schlauchbrücke verwendet werden. Weiterhin kann ein Leiterteil auch als Behelfstrage oder zur Rettung von im Eis eingebrochenen Personen verwendet werden.
Nach der Europäischen Norm EN 1147 ergeben sich folgende Längen bei Steckleitern aus Leichtmetall:
|               | Leiterlänge | Stehhöhe    |
| ------------- | ----------- | ----------- |
| 1 Leiterteil  | 2,660 m     | ca. 1,963 m |
| 2 Leiterteile | 4,570 m     | ca. 3,873 m |
| 3 Leiterteile | 6,480 m     | ca. 5,783 m |
| 4 Leiterteile | 8,390 m     | ca. 7,693 m |

Hierdurch wird ermöglicht, dass mit vier Leiterteilen das 2. Obergeschoss sicher erreicht wird.
Die Differenz zwischen der Leiterlänge mehrerer Teile und der Summe der Länge der Einzelteile ergibt sich aus der Überschneidung der Teile beim Zusammenstecken. Dabei gilt, dass die Teile jeweils 52,7 cm überlappen und jedes weitere Teil die Leiterlänge somit um 1,910 m verlängert.
Für Deutschland werden in der aktuellen Musterbauordnung (MBO) bzw. in den Landesbauordnungen neben der Drehleiter nur die vierteilige Steckleiter als Rettungsmittel für den zweiten Rettungsweg berücksichtigt. Dabei muss mit der vierteiligen Steckleiter eine Rettung aus einem Fenster bzw. von einem Balkon mit acht Meter Brüstungshöhe möglich sein. Diese Vorgehensweise ist zur Menschenrettung noch mit der vierteiligen Steckleiter im 75° Aufstellwinkel möglich.

Mehr als vier Steckleiterteile dürfen gemäß der entsprechenden Unfallverhütungsvorschriften nicht zusammengesteckt werden. In Einzelfällen wurden zur Menschenrettung in Notfällen auch schon längere Steckleitern eingesetzt; dieses liegt jedoch ausschließlich in der Verantwortung des Einsatzleiters. Im Einsatz wird die Steckleiter im Regelfall von drei oder vier Feuerwehrleuten vorgenommen.

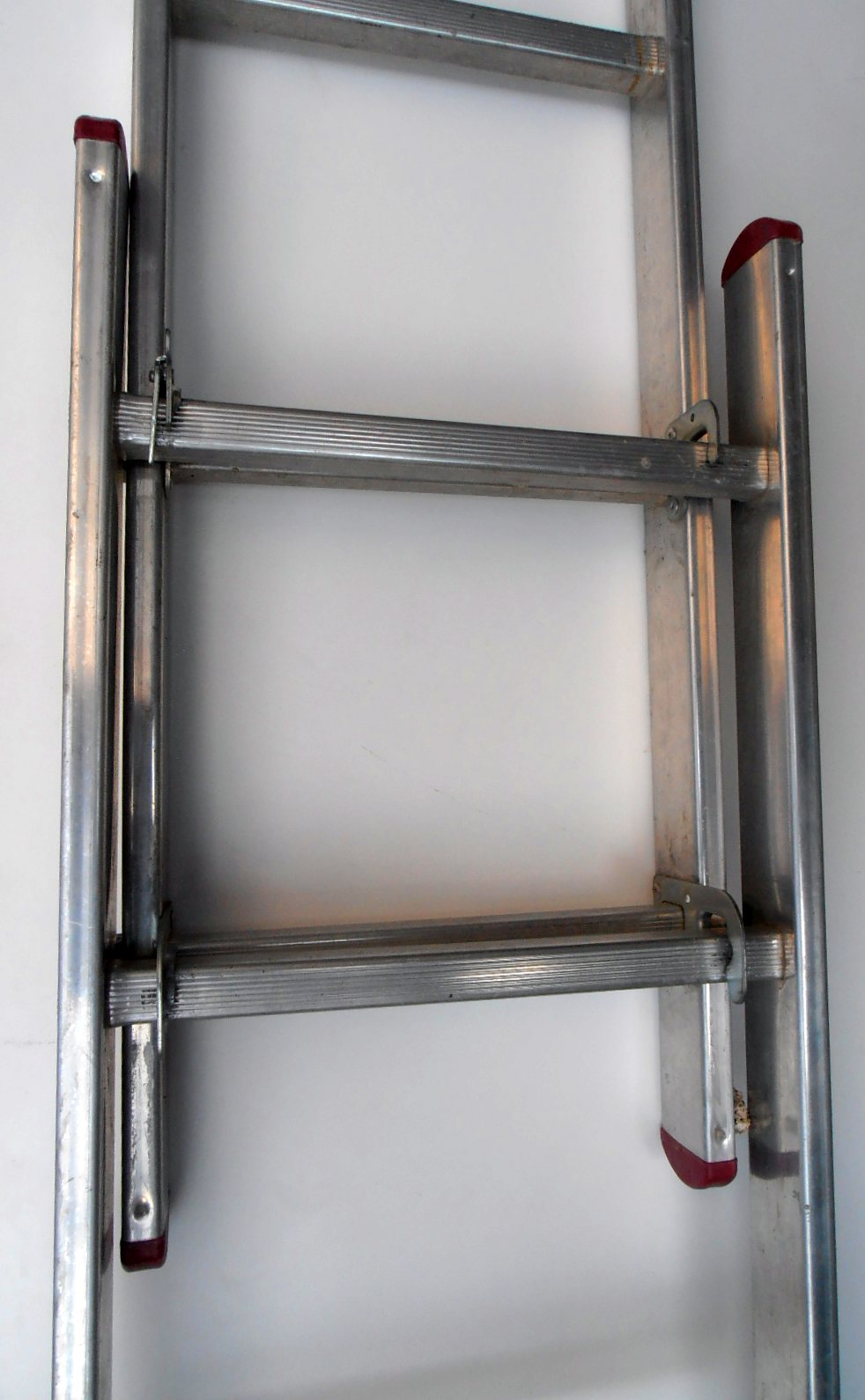
Steckleiter (unübliche Bauart und Aufstellung)

Es werden sogenannte A-Teile und B-Teile unterschieden: Die A-Teile haben auch am Leiterfuß Sprossen, sodass sie nicht auf ein Leiterteil gesteckt werden können. Ein A-Teil ist also immer das unterste Leiterteil. Bei B-Teilen fehlen die untersten zwei Sprossen, dadurch kann ein weiteres Teil angesteckt werden. Vorübergehend war es üblich, statt eines A-Teils ein B-Teil zu verwenden, in das ein kurzes Stück mit zwei Sprossen eingesteckt wurde. Inzwischen ist man davon wieder abgekommen. Zusätzlich gibt es noch ein Verbindungsteil, um zwei Leiterteile zu einer sogenannten Bockleiter zu verbinden, dann darf die Leiter aber nicht mehr bestiegen werden (siehe oben).
Den Halt beim Zusammenstecken erhält die Leiter durch Verbindungen aus Stahlblech, die innen bzw. außen an den Holmen befestigt sind, die die Enden des jeweils anderen Leiterendes fest aufnehmen. Zusätzlich werden die zusammengesteckten Teile mittels eines Federbolzens verriegelt.
Steckleitern gibt es aus Leichtmetall oder Holz. Die Holme der hölzernen Steckleiter bestehen aus Fichten-, Kiefern- oder Lärchenholz, die Sprossen, die in den Holmen verleimt sind, werden aus Esche gefertigt. Zusätzliche Stabilität erhält die Steckleiter durch zusätzliche Sprossenanker.

##### Bockleiter

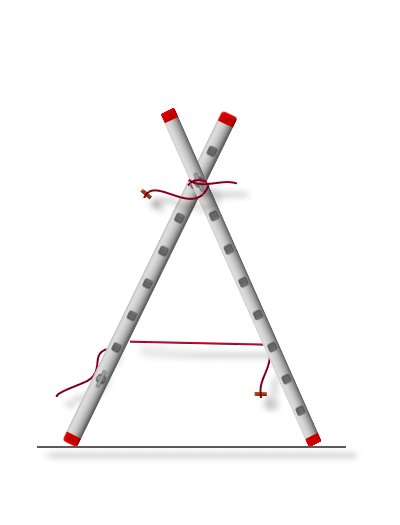
Bockleiter

Eine Bockleiter besteht aus zwei B-Teilen, bzw. einem B-Teil und einem A-Teil. Das eine Leiterteil wird mit dem Fußende am Kopfende des anderen Leiterteils verschränkt und die Kreuzpunkte werden mittels eines Mastwurfes je Seite gesichert.
Nachdem die Leiter aufgestellt wurde, wird sie mit einer Feuerwehrleine von einer Sprosse der einen Leiter zur Sprosse der anderen Leiter gesichert. Dies verhindert einerseits ein Ausscheren der Leiterteile und ermöglicht es andererseits, die Neigung der Leiterteile zu regulieren. Anschließend können hierüber beispielsweise Schläuche verlegt oder sie kann als Festpunkt für einen Hebezug genutzt werden.
Um eine Bockleiter als Festpunkt zu nutzen, wird ein Standrohr als Umlenkrolle in die Verschränkung der Leiterspitze gelegt, über die das Seil geführt wird. Somit kann die Feuerwehr auch mit einfachen Mitteln eine Rettung aus Schächten durchführen.
Es gibt für die genormten Steckleiterteile jedoch auch industriell gefertigte Steckleiter-Verbindungsteile zum Herstellen einer Bockleiter aus zwei oder auch vier Steckleiterteilen. Zusätzlich hat dieses Verbindungsteil eine Öse unterhalb zur einhängen einer Umlenkrolle oder Hebezeuges, zum Beispiel Rollgliss. Hierbei ist jedoch nur ein Steckleiterteil pro Seite zugelassen.

##### Schlauchüberführung (-brücke)

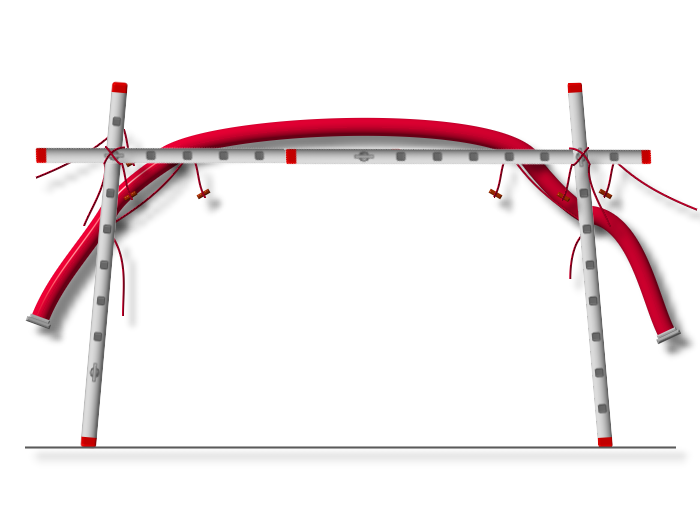
Schlauchbrücke

Eine Schlauchbrücke besteht aus mindestens drei Leiterteilen, wobei die horizontalen Leiterteile um bis zu zwei Steckleiterteile verlängert werden können.
Eine solche Schlauchbrücke wird grundsätzlich dann errichtet, wenn abzusehen ist, dass über eine Straße für längere Zeit eine Wasserförderstrecke zu verlegen ist. Sie ist ein Ersatz zu herkömmlichen Schlauchbrücken, die den Nachteil haben, dass sie für Autos mit geringer Bodenfreiheit nicht zu überqueren sind und den Verkehrsfluss stark hemmen. Eine Schlauchbrücke aus Leitern hat jedoch den Nachteil, dass sie nicht von größeren Fahrzeugen (z. B. Lkw) durchfahren werden kann.
Der Aufbau ist ähnlich einer Bockleiter. Die horizontalen Leiterteile werden mit den vertikalen Leiterteilen verschränkt, wobei die Füße nach außen geneigt sein sollten. Anschließend werden sie mit Mastwürfen gesichert. Um mehr Stabilität in die Konstruktion zu bringen, kann noch auf jeder Seite eine diagonale Leine eingebracht werden. Um die Leiter gegen Umstürzen zu sichern, wird an den Verkreuzungen der Leitern je Seite eine Halteleine (also insgesamt vier) angebracht, mit der die Schlauchbrücke aufgerichtet werden kann und mit denen sie anschließend an Fixpunkten gesichert wird. Es ist zu empfehlen, die Schlauchleitungen trocken vor dem Aufrichten über die Leiterteile zu verlegen und zusätzlich eine Schlauchleitung als Ersatz vorzuhalten.
Beim Aufrichten der Schlauchbrücke werden mindestens vier Personen benötigt, zwei an den Halteleinen in Richtung des Aufrichtens und zwei zum Anheben. Ist sie aufgerichtet, müssen die Halteleinen an Fixpunkten (Fahrzeug, Baum, o. Ä.) befestigt und die Leiterfüße gegen den Verkehr gesichert werden. Zu diesem Zweck sind an den Leiterfüßen Pylone aufzustellen und ein Feuerwehrangehöriger mit Warnflagge oder Winkerkelle abzustellen.

#### Schiebleiter

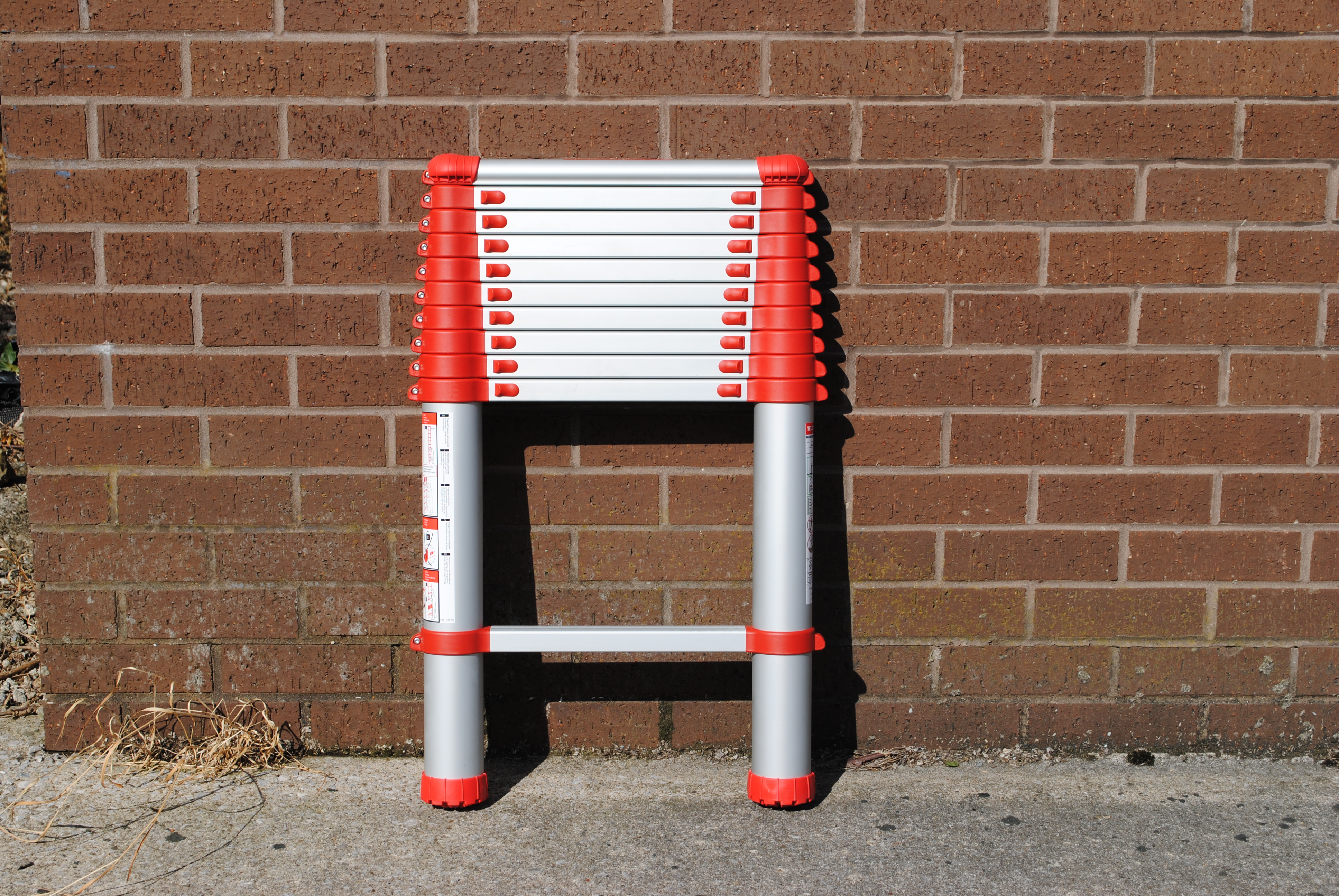
Schiebeleiter

Die zwei- oder dreiteilige Schiebleiter ist eine Anstellleiter aus zwei bzw. drei beweglich verbundenen Leiterteilen, die mit einem Zugseil auseinandergezogen werden kann. Die einzelnen Teile werden durch sogenannte Fallhaken am „Wiedereinfahren“ gehindert. Zusätzlich verfügen die Leitern im Allgemeinen über eine Seilbremse.
Die genormte dreiteilige Variante hat zusammengeschoben eine Transportlänge von 5,60 m, komplett ausgezogen eine Einsatzlänge von 14 m. Damit wird eine Rettungshöhe von 12,20 m beziehungsweise das Erreichen des 3. Obergeschosses ermöglicht. Sie verfügt außerdem über zwei Stützstangen, welche seitlich am Unterteil angebracht sind, um die Stabilität beim Aufstellen zu erhöhen bzw. einen freien Stand zu ermöglichen. Im freien Stand, das heißt, die Leiter ist nicht z. B. an ein Gebäude angelehnt, darf sie nicht ausgefahren werden. Gemäß Feuerwehr-Dienstvorschrift (FwDV) 10 müssen dreiteilige Schiebleitern von zwei Trupps (entspricht vier Feuerwehrangehörigen) aufgestellt werden.
Die zweiteilige Variante hat eine Einsatzlänge von 9,70 m und kann das 2. Obergeschoss erreichen. Unter-, Mittel- und Oberleitern haben jeweils 17 Sprossen. Eine Schiebleiter aus Holz wiegt 100 kg, die Ausführung aus Aluminium ist mit 75 kg deutlich leichter.

#### Klappleiter

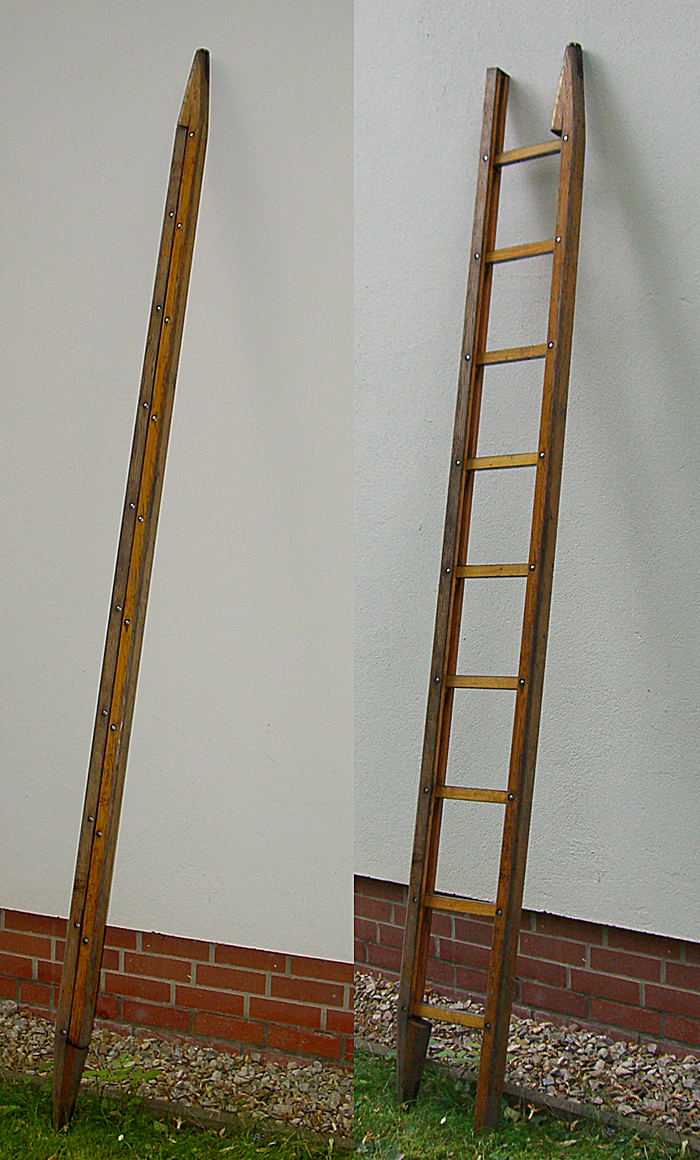
Klappleiter im ein- und ausgeklappten Zustand

Die Klappleiter (auch Doppelleiter) ist eine Anstellleiter der Feuerwehr. Nach Norm (siehe unten) hat sie zusammengeklappt eine Länge von 3,26 m, auseinandergeklappt eine Länge von 3 m und ist somit die einzige genormte Leiter, deren Transportlänge größer als die Einsatzlänge ist. Zusammengeklappt hat die Klappleiter die Form eines Vierkantholzes mit abgerundeten Ecken. Sie benötigt so nur wenig Platz und kann leicht in einem Fahrzeug verstaut werden. 
Die Klappleiter ist gut geeignet zum Überwinden kleiner Höhenunterschiede und für den Einsatz in engen Räumen oder Schächten. Die Klappleiter hat neun Sprossen und wiegt etwa zehn Kilogramm. Die Holme bestehen in der Regel aus Fichten-, Kiefern- oder Lärchenholz, die Sprossen sind aus Eschenholz und zusätzlich mit Stahlblech beschlagen. Die Holzteile der Klappleiter sind mit Leinöl geölt und mit einer Schicht aus Klarlack überzogen. Oftmals werden an Klappleitern provisorische Markierungen bzgl. der Fahrzeugabmaße, Wattiefe und Dezimetermaße angebracht.

#### Hakenleiter

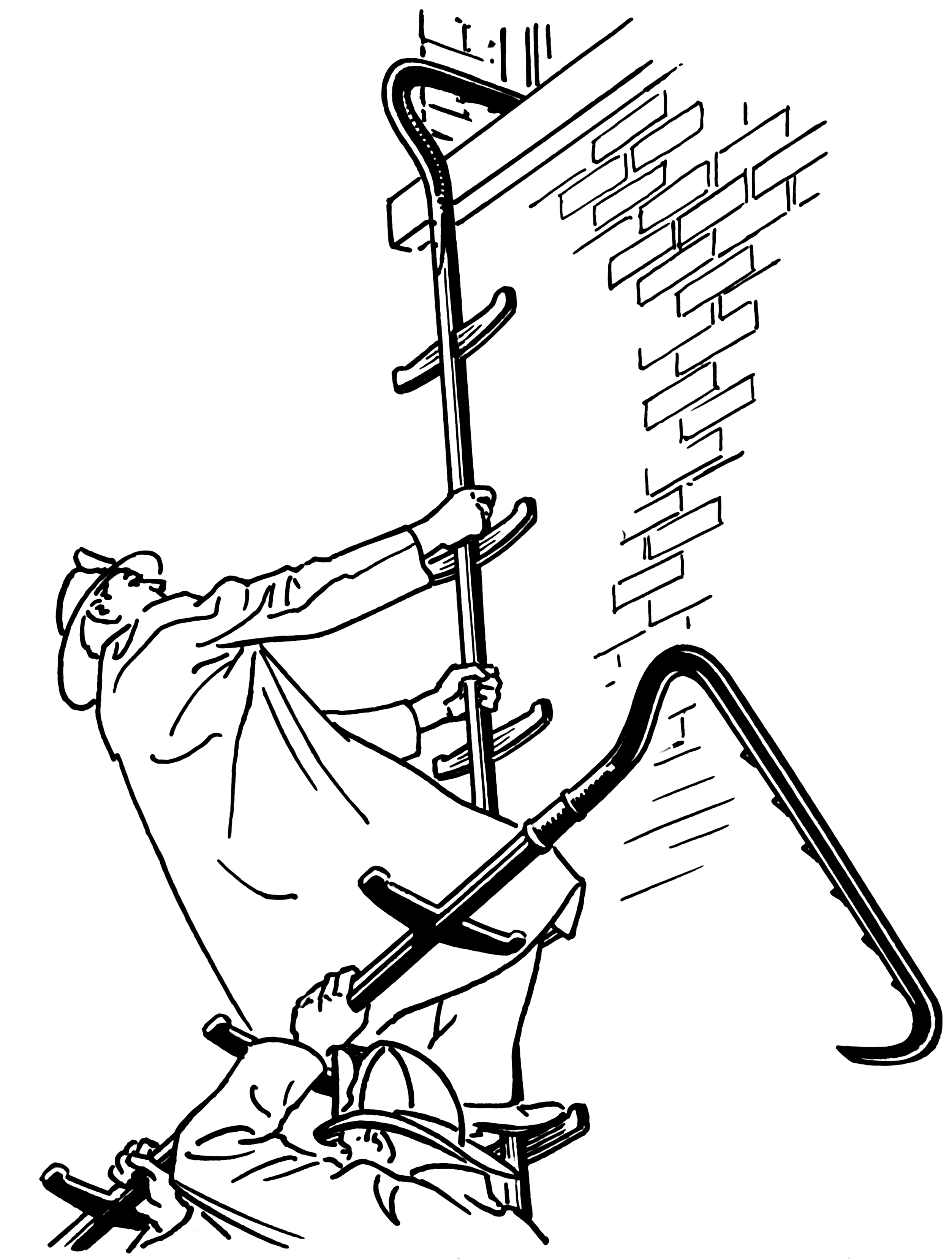
Hakenleiter im Einsatz (historisch)

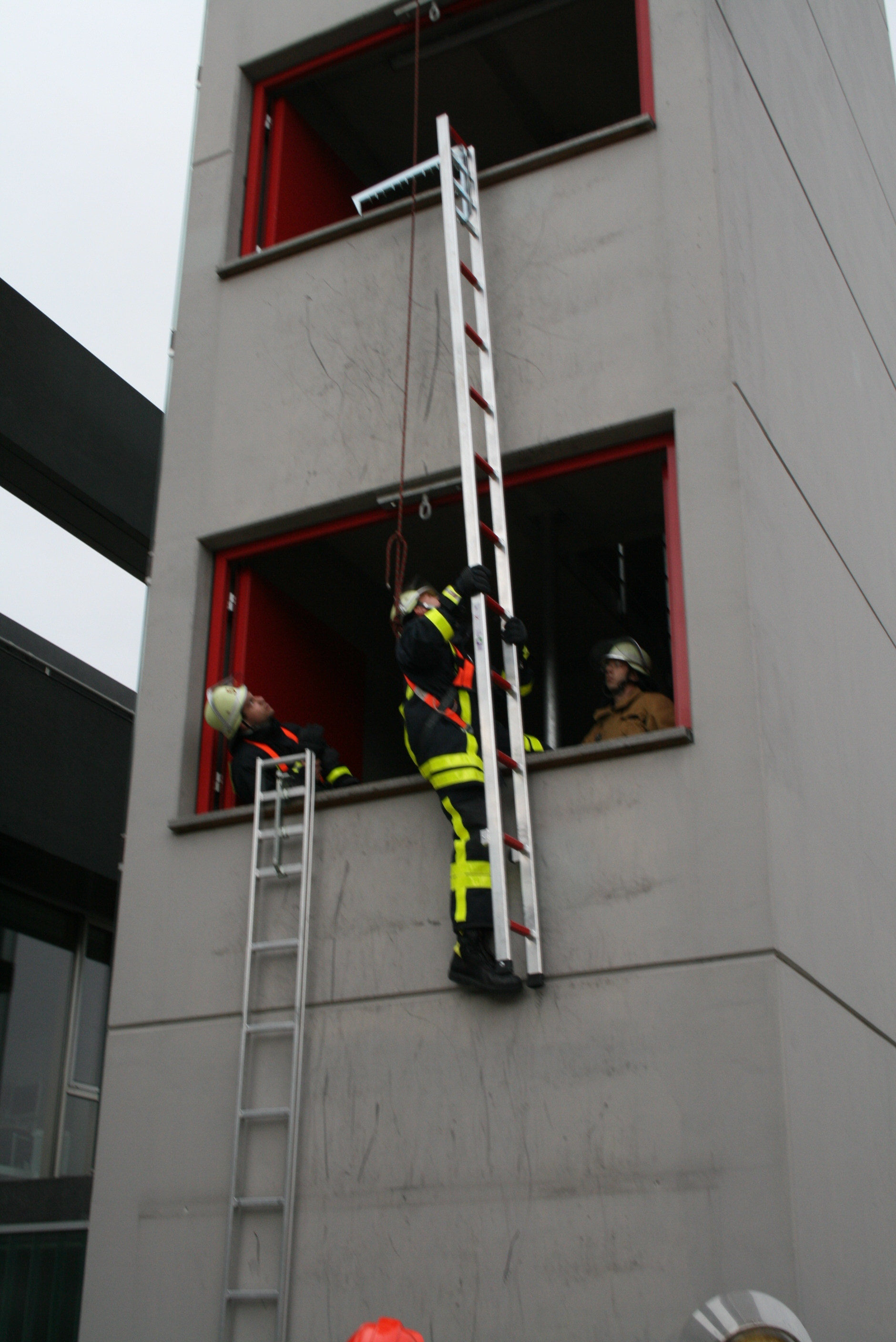
Hakenleiter im Einsatz

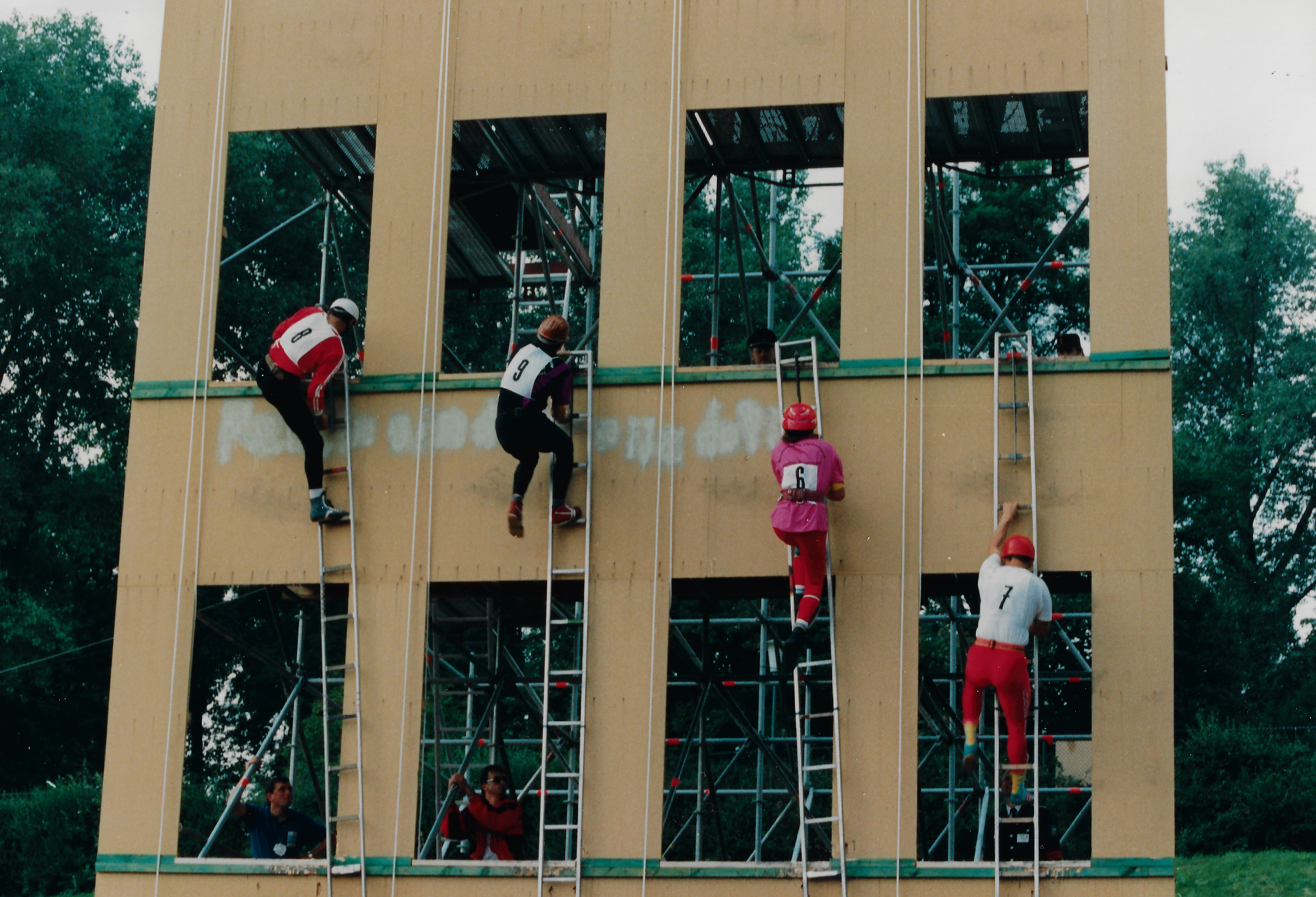
X. Internationale Feuerwehrsportwettkämpfe des CTIF 1993 in Berlin, Disziplin Hakenleitersteigen – Freiwillige Feuerwehren

Die Hakenleiter entsprach früher den Normen der Feuerwehr, was heute jedoch nicht mehr der Fall ist (siehe unten). Sie ist 4,40 m lang und hat an der Oberseite einen Haken, mit dem sie in eine höhergelegene Öffnung eingehängt werden kann. Sie darf nicht als Anstellleiter verwendet werden, da sie nur für Zug-, jedoch nicht für Druckbelastungen ausgelegt ist. Da sie wie oben beschrieben z. B. an jeden Balkon oder in jedes Fenster gehängt werden kann, ist ihre Arbeitshöhe als einzige Leiter praktisch unbegrenzt.
Sie wird nur selten eingesetzt, etwa wenn andere Leitertypen nicht geeignet sind. Hakenleitern mit Stahlhaken (68 cm) sind etwa elf Kilogramm schwer, Leitern mit Leichtmetallhaken (70 cm) wiegen etwa neun Kilogramm. Der Haken hat elf Zähne, damit die Leiter nach dem Einhängen nicht abrutschen kann. Die Spitze des Hakens ist nach unten umgebogen. Zwei Abweiser an der unteren Seite der Leiter sorgen dafür, dass ein ausreichender Abstand zur Wand bzw. Mauer erhalten bleibt. Die Holme der Hakenleiter bestanden früher aus Kiefern-, Lärchen-, Fichten- oder Eschenholz, die Sprossen, die mit zusätzlichen Sprossenankern verstärkt und in die Holme eingekeilt und verleimt waren, aus Eschenholz. An der Innenseite der Holme sorgte ein verzinkter Stahldraht dafür, dass die Leiter selbst im Falle eines Holmschadens benutzbar blieb. Heutzutage sind Hakenleitern aus Aluminium mit einem titanverstärkten Stahlhaken üblich.
Die Hakenleiter wird im Regelfall von zwei Personen vorgenommen, jedoch stets nur von einer Person bestiegen (beide Truppleute steigen nacheinander von Geschoss zu Geschoss). Neben dem Einsatz der Leiter im Ernstfall wird diese auch bei Feuerwehrsportwettbewerben in der Disziplin Hakenleitersteigen benutzt.
Hakenleitern werden auch im Leitungsbau verwendet. Hierzu wird die Leiter in der Traverse des Mastes eingehängt. Sie ermöglicht somit einen Zugang zum Aufhängepunkt der Leitung.

#### Multifunktionsleiter
Die Multifunktionsleiter besteht aus zwei Leiterteilen, die mit einem Scharnier gelenkig verbunden sind, und einem Aufsteckteil. Sie ist als Mehrzweckleiter in den neuesten Normen für Rüstwagen und – alternativ zur vierteiligen Steckleiter – für Löschgruppenfahrzeuge und Hilfeleistungslöschgruppenfahrzeuge aufgeführt. Auch mit zwei Multifunktionsleitern nach EN 1147 Beiblatt 1 und einem Aufsteckteil kann eine Einsatzhöhe von acht Meter Brüstungshöhe (d. h. das zweite Obergeschoss) erreicht werden. Zwei Multifunktionsleitern lassen sich über Federbolzen variabel zu einer Leiter verbinden. Dabei ist zu beachten, dass mindestens drei Sprossen übereinanderliegen (überlappen). Die Multifunktionsleiter kann verwendet werden als: Stehleiter ohne und mit Aufsteckteil, Anlegeleiter ohne und mit Aufsteckteil, zwei Anlegeleitern verbunden ohne und mit Aufsteckteil, Einhängeleiter, Dachleiter und Hilfsgerät.

#### Normen
Es gibt folgende Normen für tragbare Leitern bei Feuerwehr und Hilfsorganisationen:
| Leiter                  | Normen (EN, DIN, ÖNORM)                                                |
| ----------------------- | ---------------------------------------------------------------------- |
| Steckleiter             | EN 1147, DIN 14711, ÖNORM F4047                                        |
| Schiebleiter (3-teilig) | EN 1147, DIN 14715, ÖNORM F4047                                        |
| Schiebleiter (2-teilig) | DIN 14714 (Norm zurückgezogen)                                         |
| Klappleiter             | EN 1147, DIN 14713, ÖNORM F4047                                        |
| Hakenleiter             | EN 1147, DIN 14710, ÖNORM F4047 (Normen zur Hakenleiter zurückgezogen) |
| Multifunktionsleiter    | EN 1147 Beiblatt 1                                                     |

Mit Inkrafttreten der Vereinbarungen der Mitgliedsstaaten der Welthandelsorganisation (WTO) gegen die Einschränkung des freien Wettbewerbs und Handels durch technische Normen – insbesondere „Agreement on Technical Barriers to Trade“ (TBT) – sind die Normen für die Sicherheit tragbarer Leitern und tragbarer Treppen obsolet geworden und dürfen nicht mehr als gesetzliche Regeln verwendet werden, solange nicht wissenschaftlich stringent nachgewiesen ist, dass technische Normen, Konstruktionsbeschreibungen oder Bedienungsanleitungen für tragbare Leitern und tragbare Treppen bei Nichteinhaltung der Gesundheit schaden oder zu einer Beeinträchtigung der nationalen Sicherheit führen. Da diese Nachweise fehlen, ist auch die Zertifizierung von tragbaren Leitern und Treppen nach den vorliegenden Normen innerhalb der WTO-Staaten für eine gesetzliche Regelung der Sicherheit im Umgang mit Leitern obsolet geworden.

### Weitere tragbare Leitern

#### Steh- oder Bockleiter

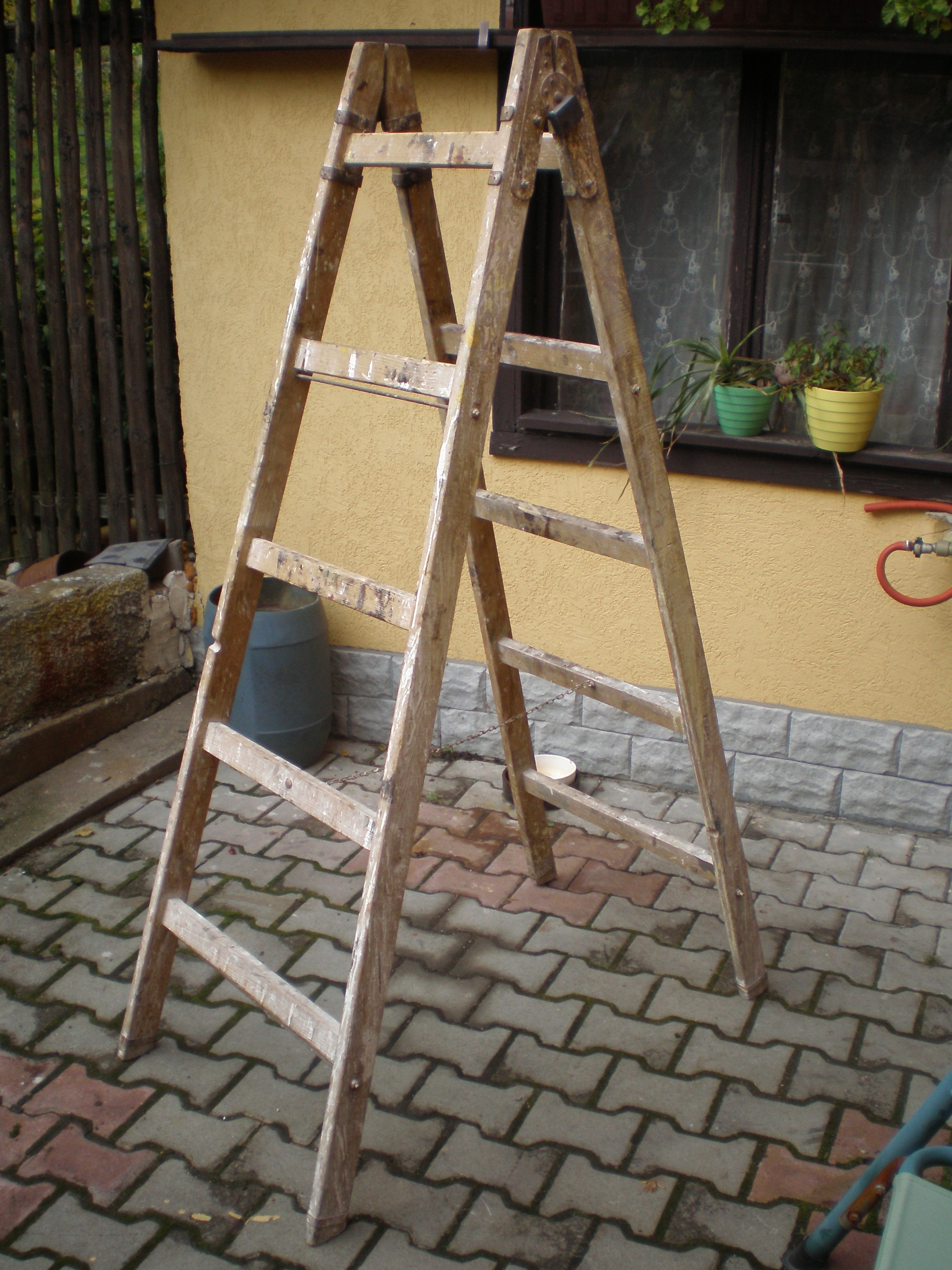
Hölzerne Stehleiter

Eine Stehleiter oder Bockleiter (in Österreich Doppelleiter) ist eine Leiter aus zwei über Gelenke miteinander verbundenen Teilen. Um ein unbeabsichtigtes Spreizen der Leiter zu verhindern, sind beide Teile mit einer Kette oder einem Bügel verbunden.

#### Obstleiter

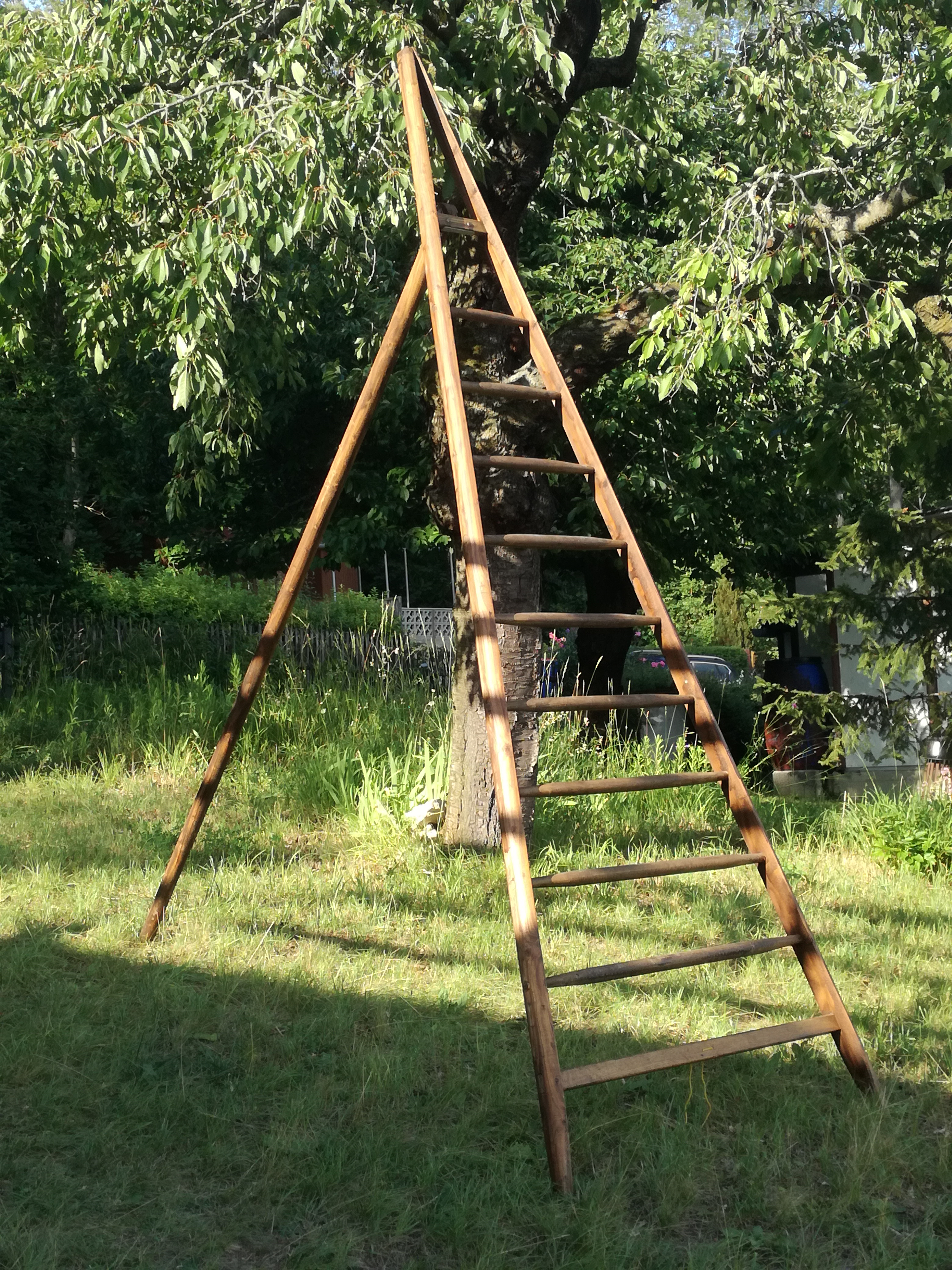
Obstleiter

Die Obstleiter, auch Obstbaumleiter oder Baumleiter genannt, ist eine frei stehende Leiter mit i. d. R. einer Stütze, deren Gelenk sich in der Spitze der Leiter befindet. Durch die entstehende Aufstellung auf drei Punkten ist sie auch an Hanglagen einsetzbar.

#### Anlegeleiter
Die Anlegeleiter, auch Anstellleiter genannt, ist nach der Stehleiter die verbreitetste Leiter im gewerblichen und privaten Bereich. Sie besteht aus zwei Holmen und dazwischen befindlichen Sprossen. Sie ist in den verschiedensten Längen und Materialausführungen erhältlich. Neben der einteiligen Anlegeleiter gibt es auch die 2- oder 3-teilige Anlegeleiter (Schiebeleiter, bei der man die Leiterteile verschieben kann, um größere Höhen zu erreichen). Die maximale Standhöhe beträgt für Anlegeleitern 7,00 m.

#### Mehrzweckleiter

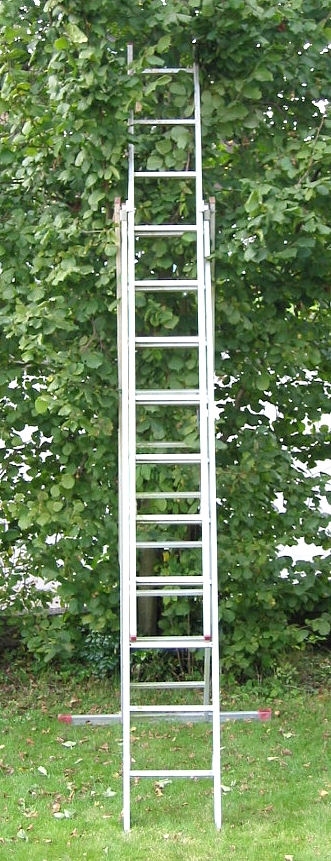
Mehrzweckleiter

Die Mehrzweckleiter besteht aus drei Leiterteilen, die man entweder als „dreiteilige Anlegeleiter (Schiebeleiter)“ oder als „Stehleiter mit zwei Steigteilen und einem Stützteil“ verwenden kann. Zur Standsicherheit hat die Mehrzweckleiter immer eine zusätzliche Standtraverse.

#### Trittleiter
Eine Trittleiter oder auch Haushaltsleiter ist eine Stufen-Stehleiter, mit drei bis acht Stufen. Sie besteht aus zwei miteinander verbundenen Teilen (Leiterteil und Stützteil), welche zur Standsicherheit häufig konisch ausgeführt sind. Die Trittleiter hat als oberste Stufe ein Standpodest. Dies soll ein sicheres Stehen des Benutzers ermöglichen und in einer Querstrebe des Stützteils einrasten. Die kompakte Bauweise ermöglicht es, die Trittleiter platzsparend aufzubewahren.

#### Dachdeckerleiter

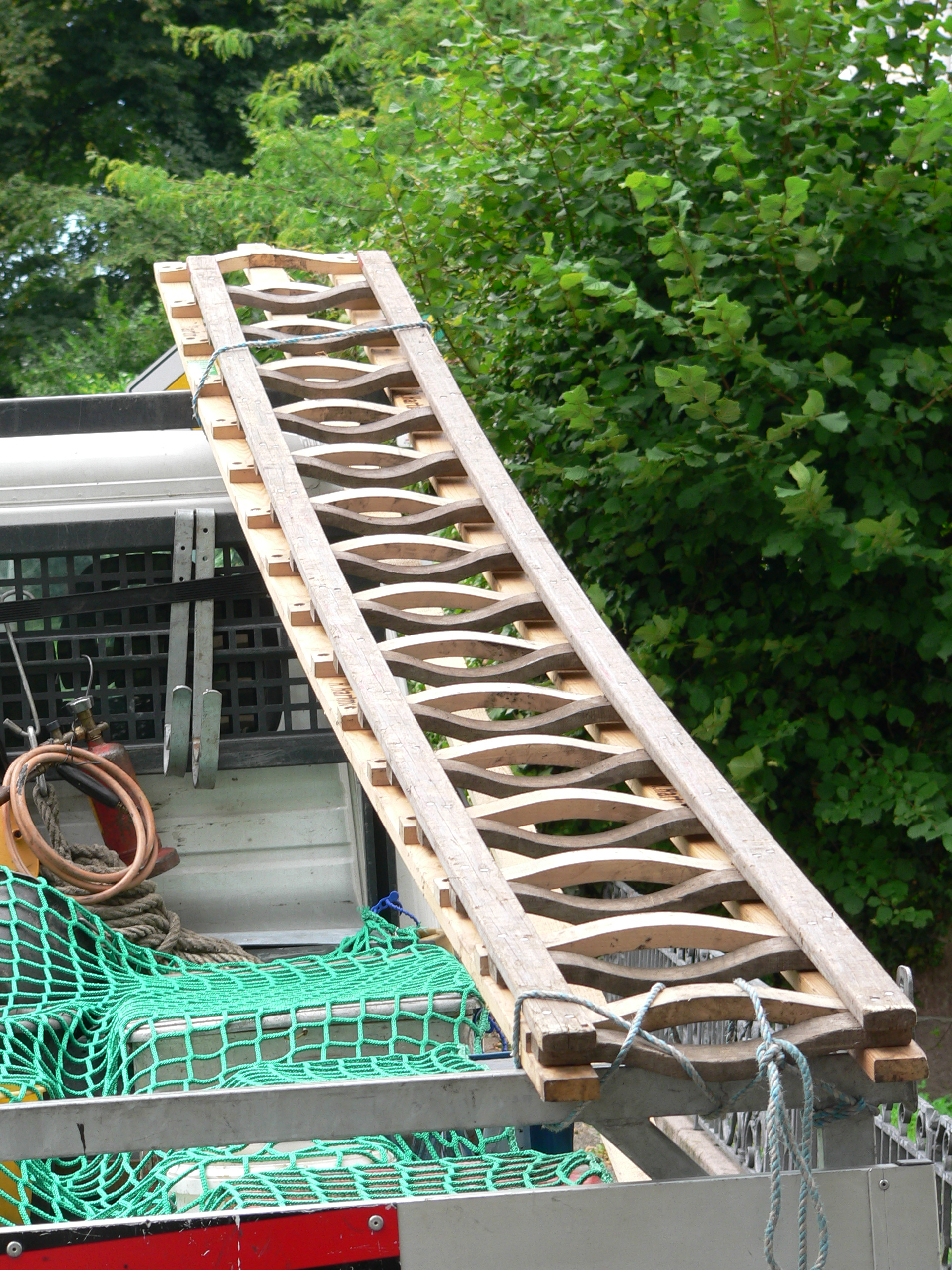
Dachdeckerleitern, verschränkt gestapelt

Eine Dachdeckerleiter ist eine Auflegeleiter, meist aus Holz. Üblicherweise wird sie auf die Dachfläche aufgelegt und in dafür vorgesehene Dachhaken eingehängt. Sie hat flache Holme und ist flexibel. Die Sprossen sind nach oben gewölbt, damit der (fest beschuhte) Fuß noch ausreichend freien Platz bis zur Dachoberfläche vorfindet, um mit Fußmitte ungehindert auf die obere Sprossenkante auftreten zu können.

#### Einholmleiter
Einholmleitern haben nur einen Holm (auch Tiroler Steigtanne genannt), von dem die Sprossen in beide Richtungen abgehen. Dadurch, dass nur ein Holm vorhanden ist, kann diese Art von Leiter auch in schwierigem Gelände problemlos verwendet werden, etwa bei der Obsternte, siehe Steigbaum. Sie werden außerdem von Tauchern an Booten verwendet, da sie auch mit angelegten Flossen bestiegen werden können.

## Sonstige Leitertypen

### Treppenleiter
Als Treppenleiter wird ein ortsfester Zugang mit einer Steigung von 45–75° bezeichnet (siehe Treppensteigung).

### Steigleiter
Als Steigleiter wird ein ortsfester Zugang mit einer Steigung von 75–90° bezeichnet (siehe Treppensteigung).

### Endlosleiter
Die Endlosleiter ist ein Trainingsgerät für Feuerwehren und andere Einheiten, das bereits Anfang des letzten Jahrhunderts eingesetzt wurde. Das elektrisch betriebene Übungsgerät hat runde Sprossen im Abstand normaler Leitersprossen, die endlos an einer Kette montiert sind. Seine Funktion ähnelt den in früherer Zeit üblichen Paternosteraufzügen. Mittels Lichtschranke oder manuellem Schalter in Gang gesetzt, „läuft“ es in einstellbarer Steiggeschwindigkeit von etwa 3 bis 25 m/Minute, bis die ebenfalls eingestellte „Steighöhe“ erreicht ist.

### Drehleiter

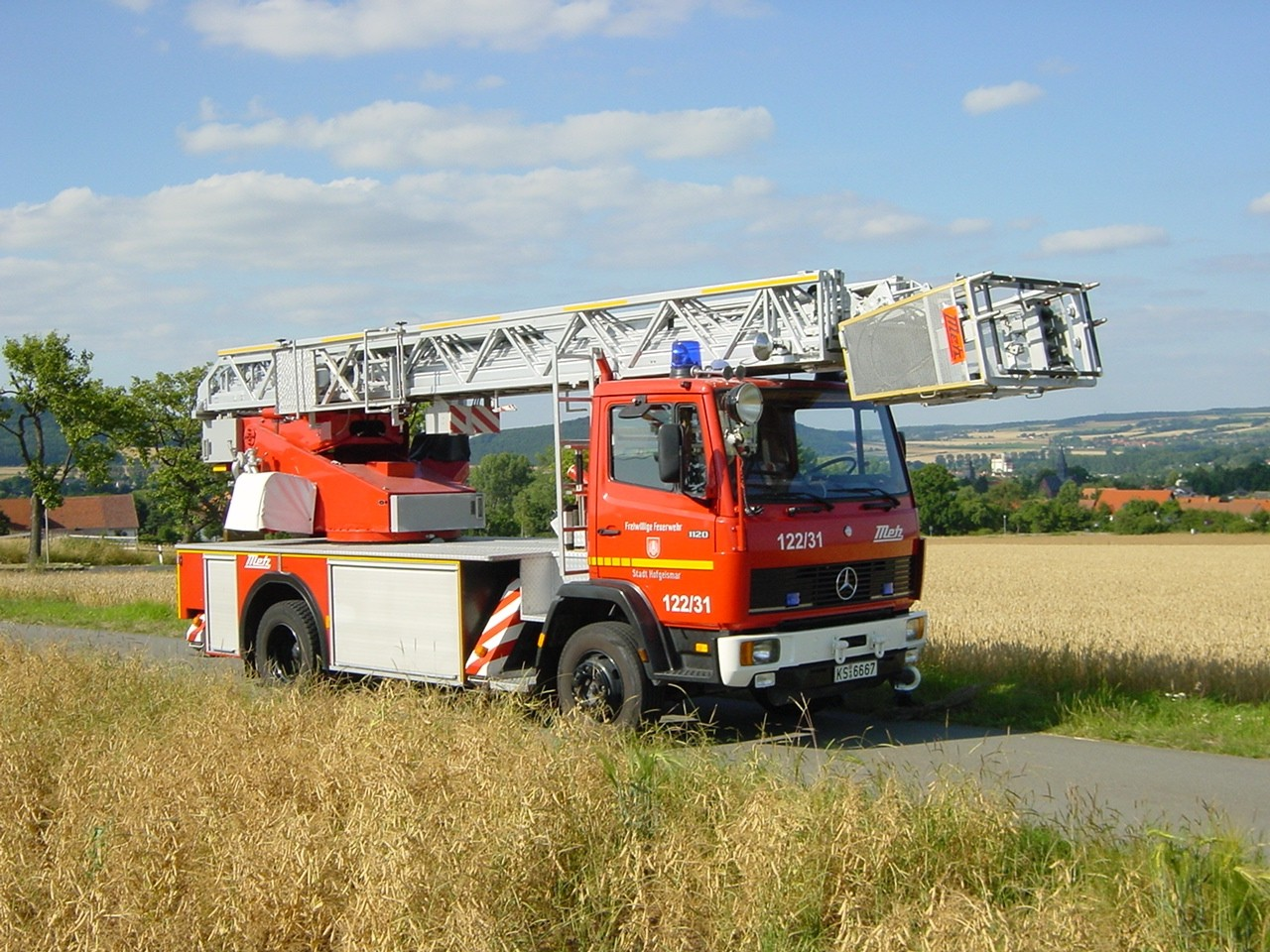
Drehleiter mit Rettungskorb

Drehleitern sind Hubrettungsfahrzeuge der Feuerwehr. Sie können je nach Typ bis zu 50 m und höher sein. Eine vereinfachte und veraltete Form der Drehleiter ist die Anhängeleiter.

### Räuberleiter
Die Räuberleiter ist keine Leiter im klassischen Sinne. Sie ist eine Leiter, die aus mindestens einem Menschen besteht; dabei wird eine Art Stütze gebildet, indem die Hände verschränkt werden und sich so eine Trittfläche bildet. Diese kann nun von einem anderen Menschen als erste Sprosse benutzt werden. Die zweite Sprosse ist gewöhnlich die Schulter.

### Leiterwand

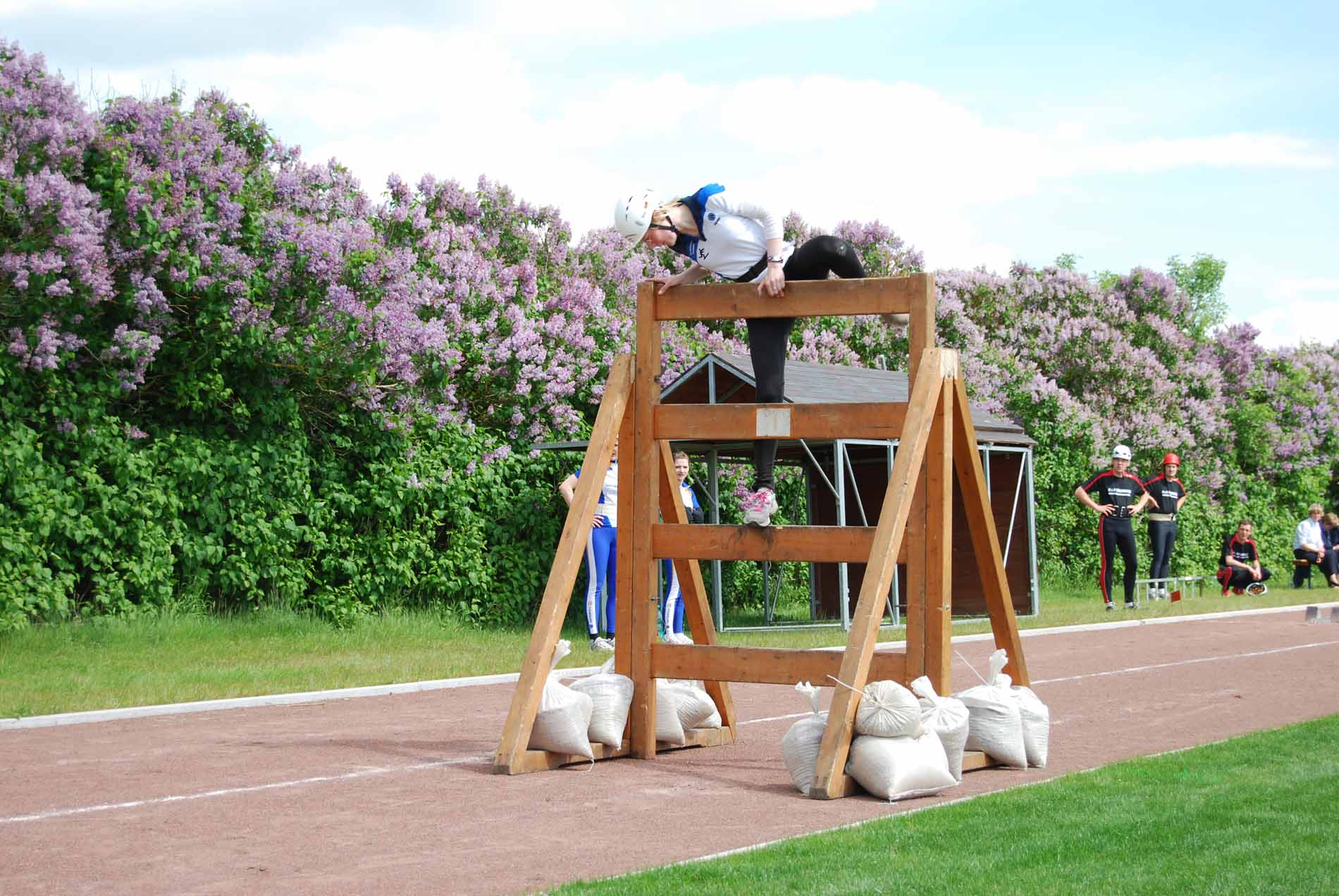
Feuerwehrfrau beim Überwinden der Leiterwand

Die Leiterwand ist ein Wettkampfelement der Feuerwehr. Sie dient bei Wettbewerben der Jugendfeuerwehr und bei der 4×100-Meter-Feuerwehrstafette der Erwachsenen als Hindernis, das überwunden werden muss. Die Wand ist 2 m hoch und mindestens 120 cm breit. An zwei senkrechten Stützen sind waagerecht vier Bretter angebracht. Die Oberkanten der Bretter befinden sich in einer Höhe von 50 cm, 100 cm, 150 cm und 200 cm über der Laufbahn. Die Stärke der Bretter beträgt 4 cm bis 6 cm und deren Breite 10 cm bis 15 cm.

### Sprossenwand

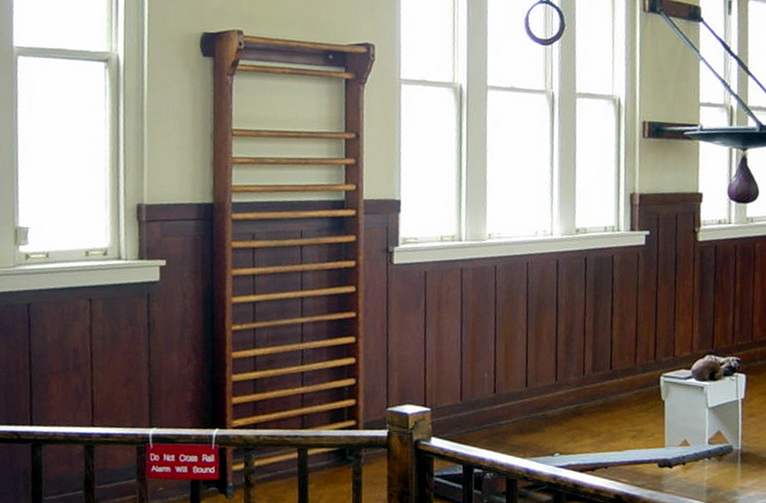
Sprossenwand

Die in Turnhallen an der Wand befestigte Übungsleiter zur Körperschulung wird als Sprossenleiter oder Sprossenwand bezeichnet.

### Feuerleiter
Fest montierte senkrechte Leitern, oft mit Rückenschutz, die als Fluchtweg aus Gebäuden dienen. Für einen zweiten Rettungsweg mit Gerät der Feuerwehr ist ansonsten bei Fenstern der Begriff „anleiterbar“ relevant. Dies bedeutet, ob Menschen an einem Fenster beispielsweise mit einer Drehleiter gerettet werden können.

### Dachleiter

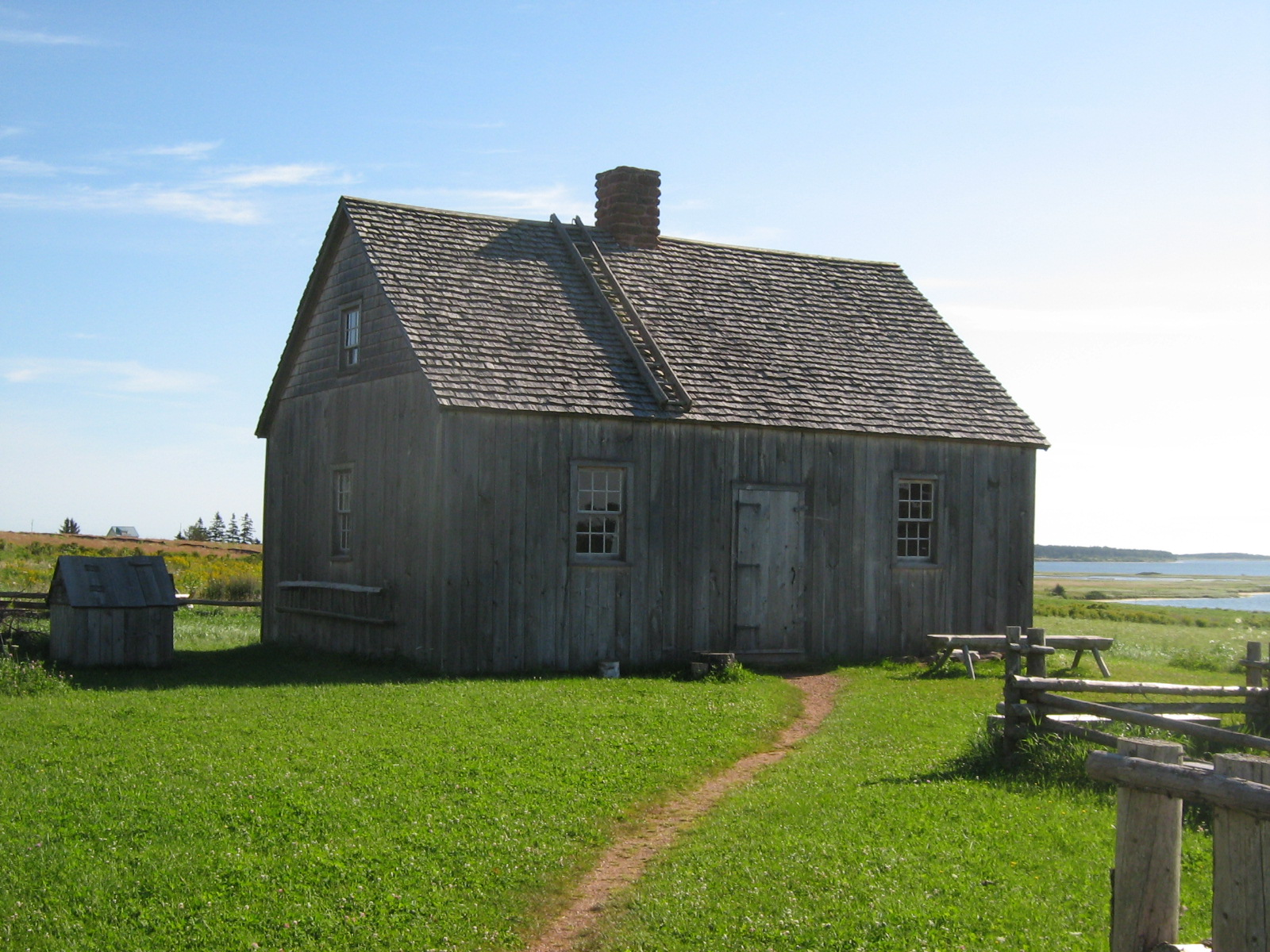
Dachleiter

Auf Dächern fest montierte Leitern.

### Takelleiter

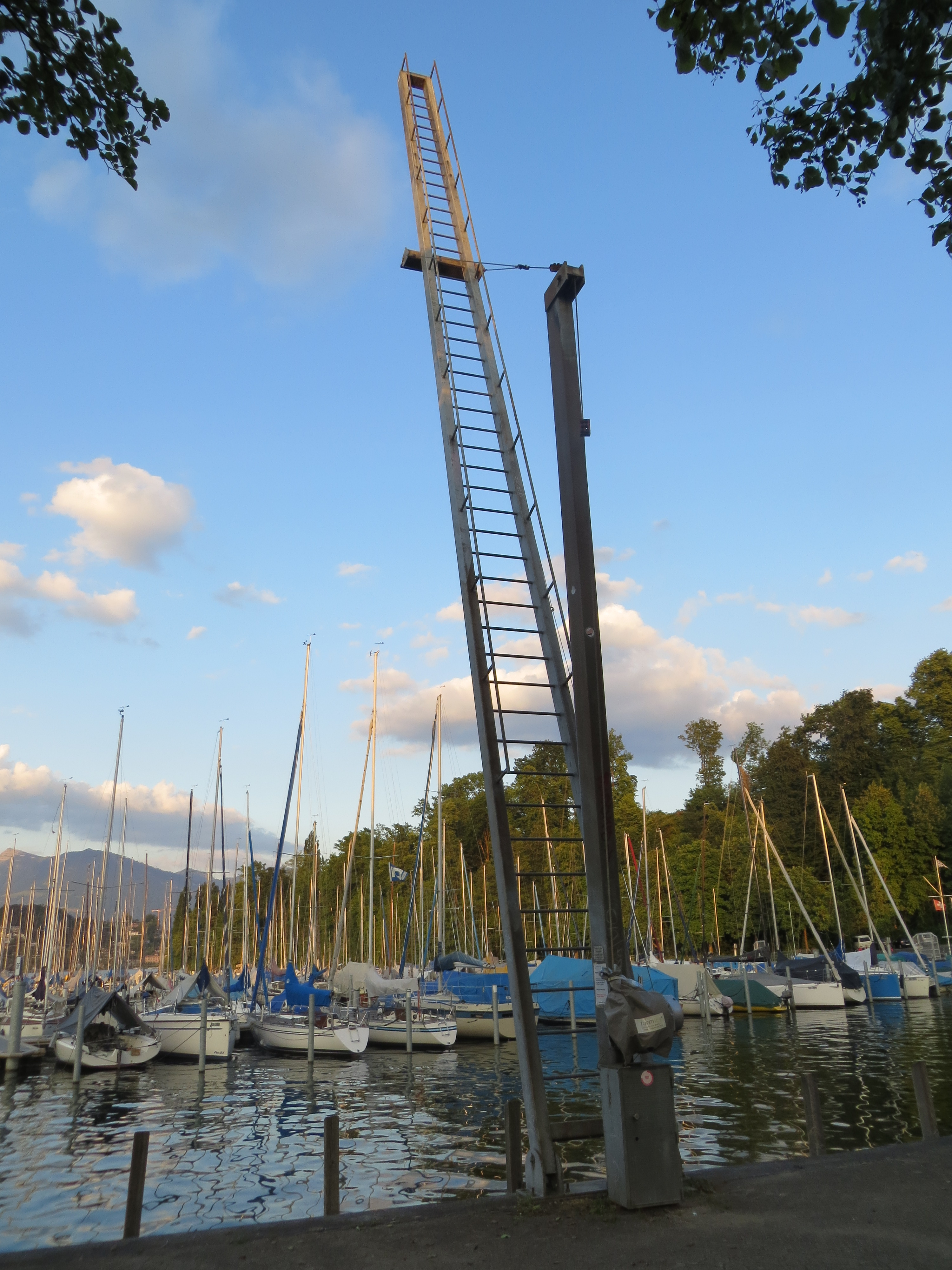
Takelleiter

Leiter, die dazu dient, an Segelbooten Arbeiten am Mast, an der Takelage, auszuführen. Takelleitern sind meist in Hafenanlagen in der Nähe eines Krans installiert. Ein Seilzug erlaubt die Steigung der Takelleiter einzustellen. Ein Seilzug mit Umlenkrolle an der Leiter erlaubt den Transport von Werkzeugen und Bestandteilen des Masts.

## Benutzung, Wartung und Vorschriften
Als Belastungsgrenze gilt im Allgemeinen eine Person pro Leiterteil bzw. die entsprechende Herstellerangabe.
Anlegeleitern dürfen nur bei festem Untergrund an feste Punkte (zum Beispiel Hauswände) angestellt werden. Der Anstellwinkel soll ca. 65° bis 75° betragen und die Leiter mindestens drei Sprossen über eine mögliche Einstiegsöffnung hinausragen.
Leitern aus Holz dürfen nur mit Klarlack lackiert sein, damit Risse oder andere Beschädigungen erkennbar bleiben.
Leitern mit Sprossen dürfen aus Sicherheitsgründen am Arbeitsplatz nur in Ausnahmefällen verwendet werden.

## Steigetechniken
Beim Besteigen einer Leiter werden zwei Techniken unterschieden: der Passgang und der Kreuzgang.